# Willie Dixon
William James Dixon (Vicksburg, Mississippi, 1915. július 1. – Burbank, Kalifornia, 1992. január 29.), amerikai bluesénekes, nagybőgős, zeneszerző, gitáros.
Ötszáznál is több dalával tette gazdaggá a blues és a rock irodalmát.

## Pályafutása
Szegény mezőgazdasági munkások gyermeke volt. Maga is dolgozott a mezőn. Közben templomi kórusokban énekelt és dalokat is írt. Apja robbanékony természetét örökölhette, ugyanis kamaszkorában kétszer került börtönbe, bár máskülönben szerény, kedves, közvetlen ember volt. Fiatalon bokszolt, és az irodalommal is kacérkodott, de végül a zenész lett Chicagóban. 1936-ban költözött oda.
Zenekarai: Union Jubilee Singers, a Five Breezes és a Big Trio, Chicago Blues All Stars.
Az 1950-es évekre Dixon a blues kiemelkedő muzsikusává vált. Jelentős kompozíciói többek közt: Little Red Rooster, I Ain’t Superstitious, I’m The Blues, Spoonful, I Just Wanna Make Love To You, Back Door Man, Evil, Wang Dang Doodle, I Can’t Quit You Baby, My Babe, Hoochie Coochie Man.
Gyakran játszott együtt a nagyszerű zongoristával, Memphis Slimmel. Dalait sokan előadták, így például Alexis Korner, Graham Bond, a Rolling Stones, a Cream, a Canned Heat, a Savoy Brown, a Doors, Jeff Beck, az Animals, a Living Blues, a Ten Years After,  a Led Zeppelin, Eric Clapton, Elvis Presley, Chuck Berry, Bo Diddley.
Koko Taylor az ő támogatásával lett ismert.
A hagyományos blues kategóriában 1988-ban Grammy-díjat kapott, és bekerült a rock and roll halhatatlanjai közé is.

## Lemezek
- 1959: Willie's Blues
- 1960: Blues Every Which Way
- 1960: Songs of Memphis Slim and "Wee Willie" Dixon
- 1962: Memphis Slim and Willie Dixon at the Village Gate
- 1963: In Paris: Baby Please Come Home!
- 1970: I Am The Blues
- 1971: Willie Dixon's Peace?
- 1973: Catalyst
- 1976: What Happened To My Blues
- 1983: Mighty Earthquake and Hurricane
- 1985: Willie Dixon: Live (Backstage Access)
- 1988: Hidden Charms
- 1989: Ginger Ale Afternoon
- 1990: The Big Three Trio
- 1995: The Original Wang Dang Doodle: The Chess Recordings
- 1996: Crying the Blues: Live in Concert
- 1998: Good Advice
- 1998: I Think I Got the Blues
- 2001: Big Boss Men: Blues Legends of the Sixties